# Тупокришник тонкий
Тупокришник тонкий (Amblystegium subtile) — вид мохів порядку гіпнобрієвих (Hypnales).

## Поширення
Ареал охоплює такі частини світу: Європа, Північна Америка, Азія.
Amblystegium subtile росте в основному на багатій на основу корі в нижній і середній частині стовбура листяних дерев у частково затінених або тінистих і вологих місцях у лісах, часто поблизу струмків і джерел. Рідко колонізує скелю. Він дуже чутливий до забруднення повітря.

## Характеристика
Утворює щільно сплетені покриви від зеленого до жовто-зеленого кольору, які прилягають до основи пучковими ризоїдами. Дуже ніжні, повзучі стебла рясні. Тонкі, висхідні або розлогі гілки мають довжину від 2 до 5 міліметрів, мають нещільне листя. Листки у вологому стані стирчать, іноді слабко односторонні, ланцетні з довгим кінчиком, мають цілісні краї. Вони не мають або мають лише дуже коротку помітну листкову жилку. Листкові клітини в середині листка подовжені ромбічні, товстостінні і в 3–5 разів більші за ширину. Є приблизно 3 ряди квадратних або коротких прямокутних клітин, що простягаються далеко вгору по краях листя.
Мох однодомний. Жовто-червона коробочкова ніжка від 5 до 10 міліметрів завдовжки. Спорова коробочка 1.5 міліметра завдовжки, прямовисна чи дуже злегка зігнута, подовжено-циліндрична, світло-коричнева; конічна кришка буває прямою чи звуженою. Спорові коробочки утворюються дуже часто. Спори дозрівають влітку і восени.

## Галерея

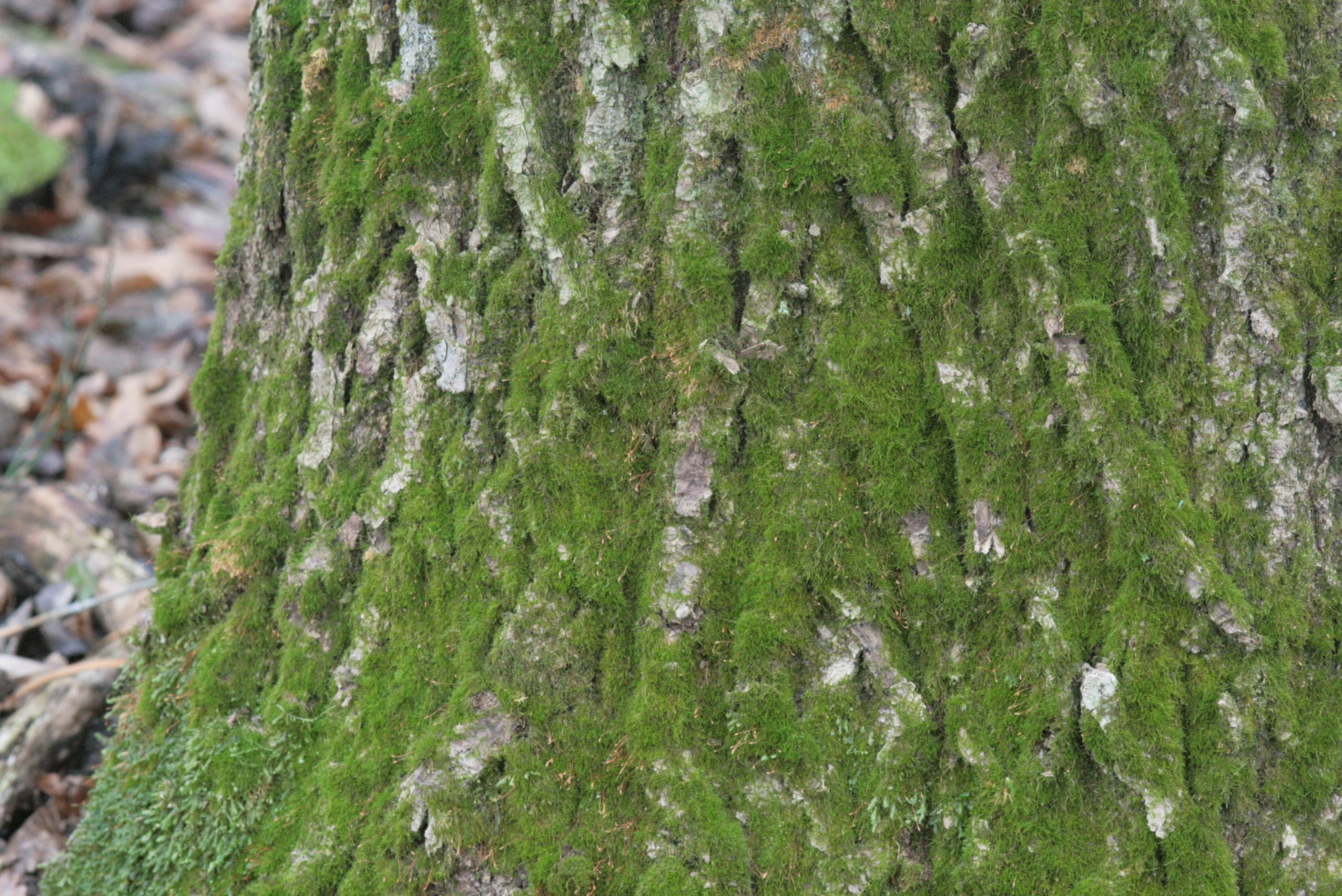
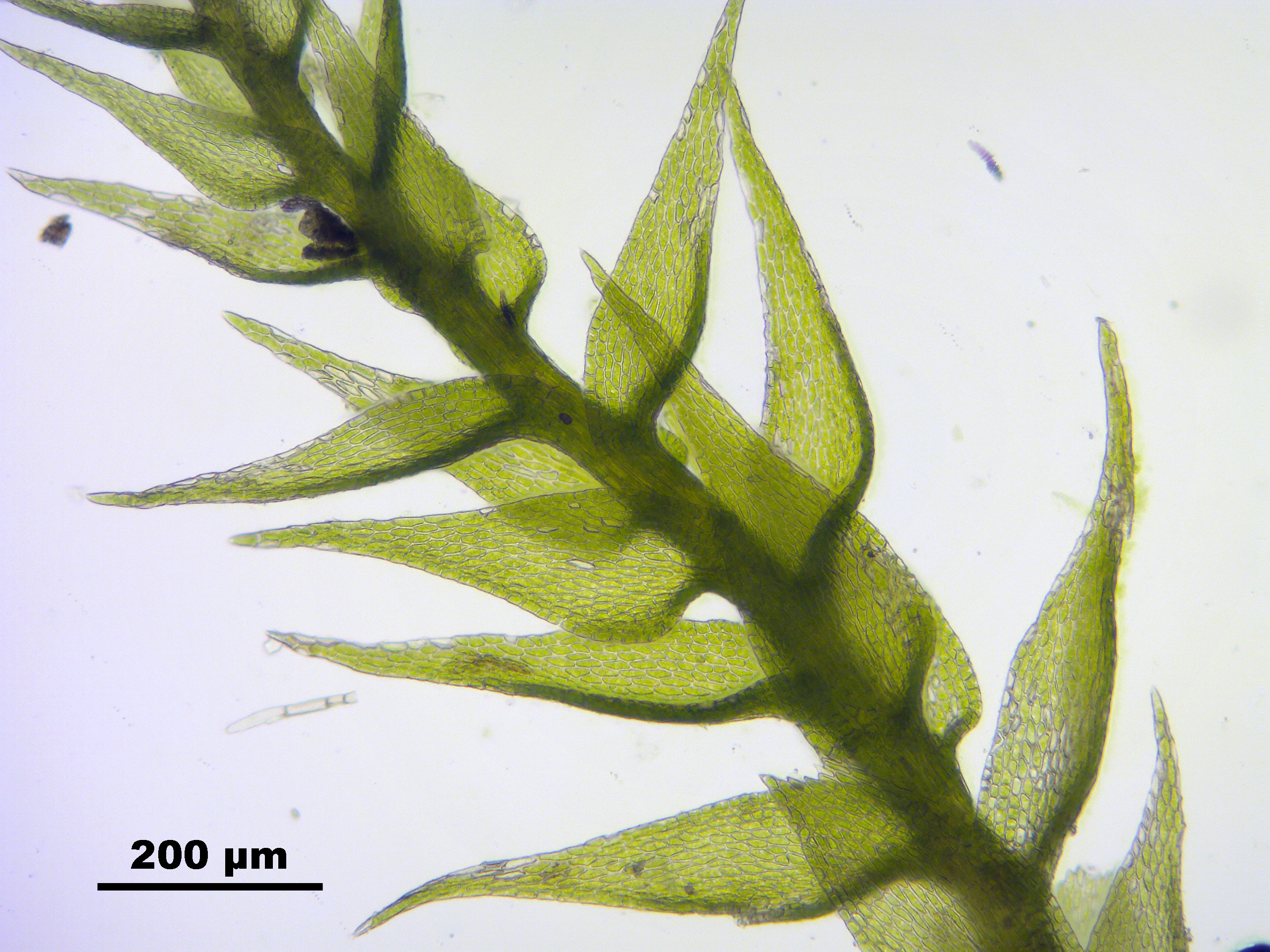
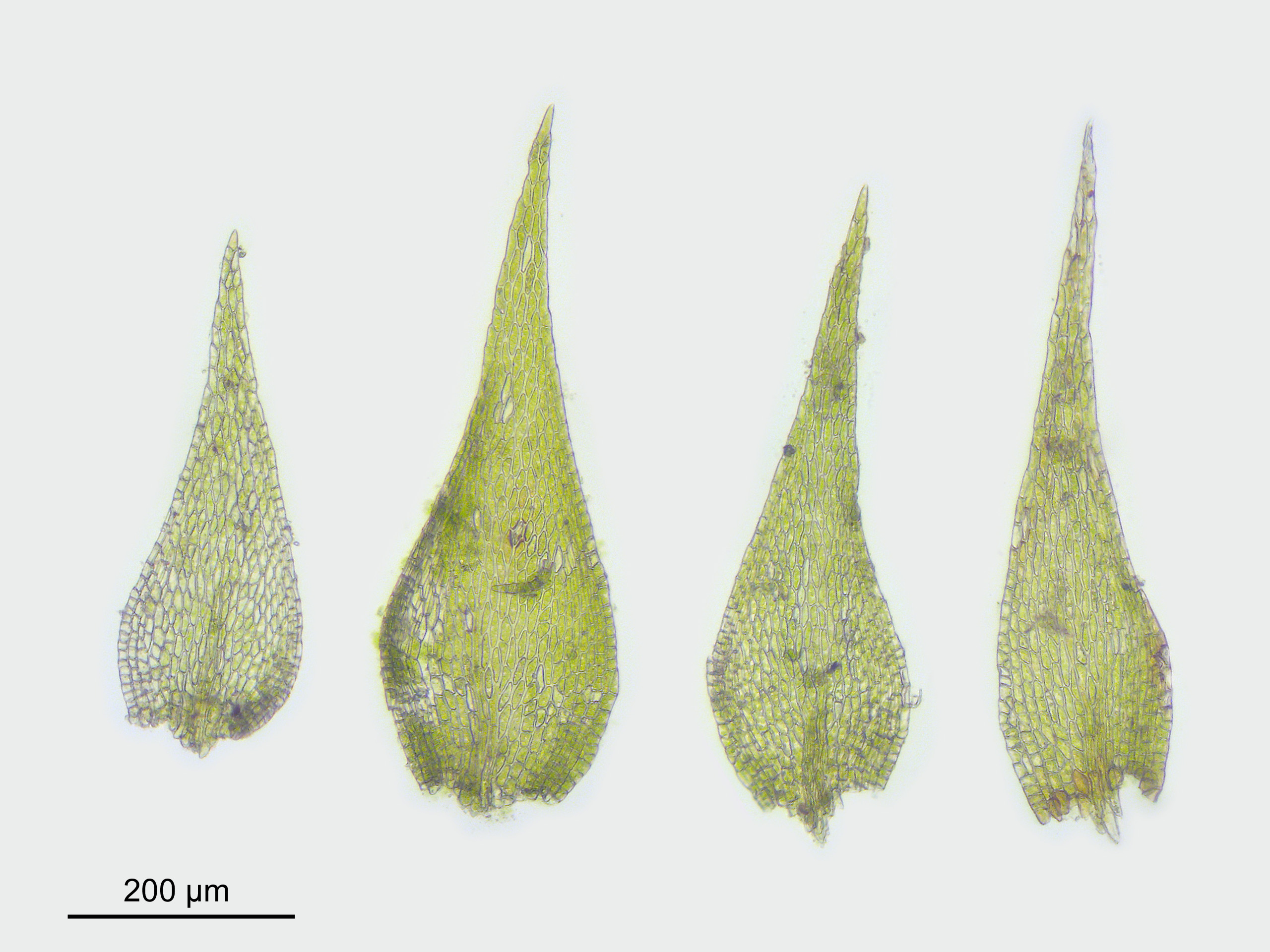
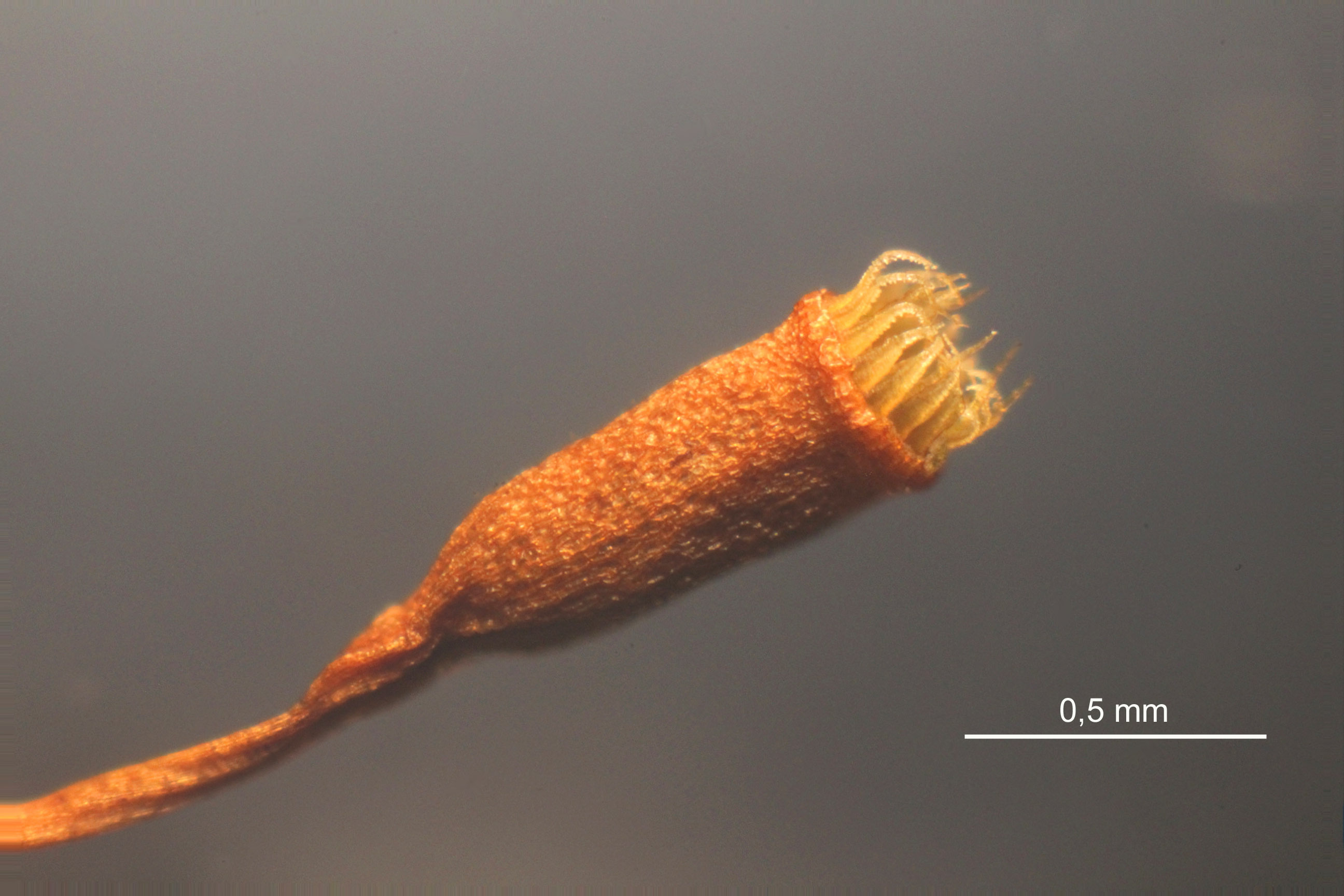
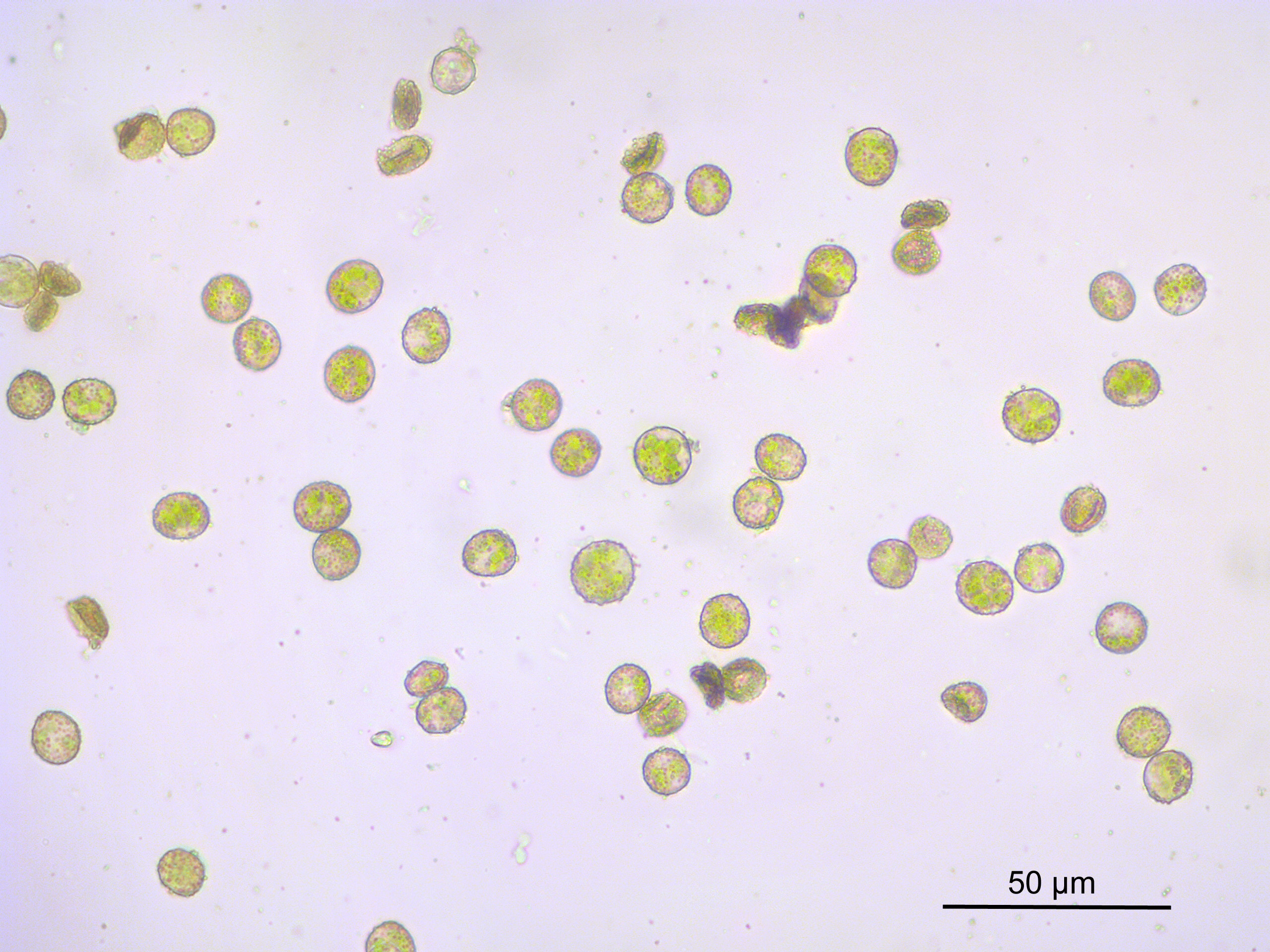